# Amaeana yirrarn
Amaeana yirrarn är en ringmaskart som beskrevs av Anne D. Hutchings 1997. Amaeana yirrarn ingår i släktet Amaeana och familjen Terebellidae. Inga underarter finns listade i Catalogue of Life.